# Немецкий рынок (Москва)
Неме́цкий ры́нок — рынок в Москве, существовавший с конца XVIII века до середины XX века в Немецкой слободе (территория нынешнего Басманного района), находился между современными улицами Фридриха Энгельса, Ладожской и Волховским переулком. В 1970-е годы перенесён на Бауманскую улицу и назван Бауманским (Басманным). Частично сохранившаяся историческая застройка Немецкого рынка имеет статус объекта культурного наследия.

## История

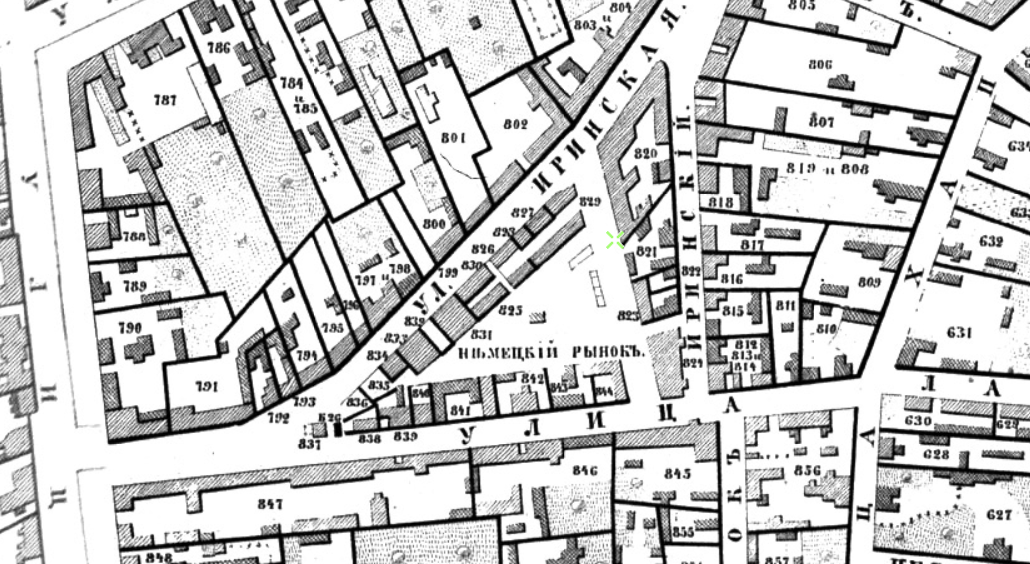
Немецкий рынок на плане 1851 года

### XVIII и XIX века
Немецкая слобода в Москве на правом берегу Яузы была образована в 1652 году по указу царя Алексея Михайловича. Немцами в России собирательно называли иностранцев, в первую очередь — выходцев из Европы. Основным населением слободы становились офицеры из Англии, Шотландии, Германии и других европейских стран, состоявшие на царской (затем императорской) службе.
По данным историка, исследователя Москвы Сергея Романюка, рынок на территории Немецкой слободы стал формироваться в последнее десятилетие XVIII века. В 1792 году власти города составили план территории рынка между Ирининской улицей (современная улица Фридриха Энгельса), Ирининским (современным Волховским) переулком и Ладожской улицей.
Во время пожара 1812 года Немецкая слобода полностью сгорела. Её восстановление по большей части пришлось уже на середину XIX века, когда район стали заселять московские купцы и мещане. Старейшее из сохранившихся до 2018 года зданий на территории Немецкого рынка — жилой дом Яковлевых с лавками — относится к 1825-му. В 1852-м была перестроена примыкавшая к рынку часовня Николая Чудотворца в Немецкой слободе 1787 года постройки, располагавшаяся со стороны Немецкой (современной Бауманской) улицы.
Расцвет Немецкого рынка пришёлся на 1860-е годы, когда он стал одним из центров купеческой жизни Москвы. Торговый квартал имел треугольную форму с жилыми домами по краям и торговыми заведениями изнутри. В его строениях находились лавки, трактиры, постоялые дворы, работал Немецкий народный дом. Многие здания были оформлены на европейский манер, с облицовкой белой керамической плиткой. Здесь же располагался трактир «Амстердам», бывший популярным местом среди московского купечества, «золотой молодёжи» и криминальных авторитетов. Посетители заведения часто оказывались под наблюдением полиции из-за злоупотребления алкоголем и тяги к азартным играм.
К концу XIX века на рынке можно было купить продукты питания (мясо, колбасы, фрукты, овощи, молоко и молочные продукты), сено, дрова. Молоко продавалось в фарфоровых бутылях с фирменной кобальтовой или золотой гравировкой. Историк и искусствовед Сергей Дурылин писал об ассортименте Немецкого рынка так:
Все эти снеди, скромные и постные, продавались на Немецком рынке в необъятном, казалось, неисчерпаемом количестве. Ими набиты были магазины, лавки, лавчонки, амбары, лотки, поставцы, ларьки, возы, телеги… Немецкий рынок был… непрерывный базар, весь заставленный телегами и возами, приехавшими из ближайшего, а часто и далёкого Подмосковья со всевозможной снедью, производимой подмосковными огородниками и крестьянами. Тут все — и мясо, и битая птица, и рыба, и масло, и сметана, и овощи, и плоды, и грибы — было еще дешевле, чем в палатках и лавках.

### XX и XXI века
К началу XX века Немецкий рынок занимал все кварталы, прилегающие к Ладожской и Ирининской улицам. В 1914 году по проекту архитектора Александра Мейснера была построена часовня, названная в народе Ладожской и замыкавшая перспективу со стороны Немецкой улицы. Она имела прямоугольную форму с одним куполом, рядом закомар и навесом над входом, действовала до 1923 года, а в 1928-м была снесена.
После революции 1917 года значительная часть строений Немецкой слободы была снесена, лавки и торговые точки, принадлежавшие частным владельцам, закрылись. Тем не менее торговля на территории бывшего рынка сохранялась и в советское время. В районе исторической застройки по выходным дням работал колхозный рынок, где продавались сезонные товары — садовые и лесные ягоды, грибы, зелень, соленья. В доме № 6 по Ладожской улице действовали продуктовый магазин «Ветеран» и столовая «Три коня», бывшая популярным местом среди студентов расположенного рядом МГТУ имени Баумана.
В 1977 году на Бауманской улице был построен одноимённый рынок (позже переименованный в Басманный), и к концу 1970-х продавцы сезонных продуктов бывшего Немецкого рынка переехали туда. Часть старинной застройки пошла под снос согласно плану многоэтажной жилой застройки района, оставшиеся здания долгое время стояли заброшенными.
В апреле 2018 года сохранившиеся здания Немецкого рынка получили статус объекта культурного наследия, защищающий их от сноса и нарушения исторического облика.

## Сохранившиеся постройки
Архитектурный ансамбль Немецкого рынка представляет собой пример типичной торговой застройки образца XIX века. Здания декорированы в стиле классицизм.
- Улица Фридриха Энгельса, 6, строение 1 — жилой дом купца Калинина с лавками. Построен в начале XX века на фундаменте начала XIX века, имеет два этажа и подвал. Первый этаж, где находились лавки, облицован керамической плиткой, второй — бывший жилой — отштукатурен и оформлен в стиле эклектики[3][11].
- Улица Фридриха Энгельса, 23, строение 1 — жилой дом Яковлевых с лавками. Самое старое сохранившееся здание Немецкого рынка. Построен в 1825 году, жилая пристройка относится к 1914-му. Здание имеет два этажа и проездную арку во двор[3][11].
- Улица Фридриха Энгельса, 25, строение 3 — здание торговых лавок 1863 года постройки. Исторически дом являлся дноэтажным, имел большие арочные окна и проездную арку. Фасад был декорирован в стиле позднего классицизма. Впоследствии часть витрин заложили, на месте проездной арки образовали вход, а в начале XX века дом разделили на два этажа[3][11].

Состояние строений Немецкого рынка, 2009 год
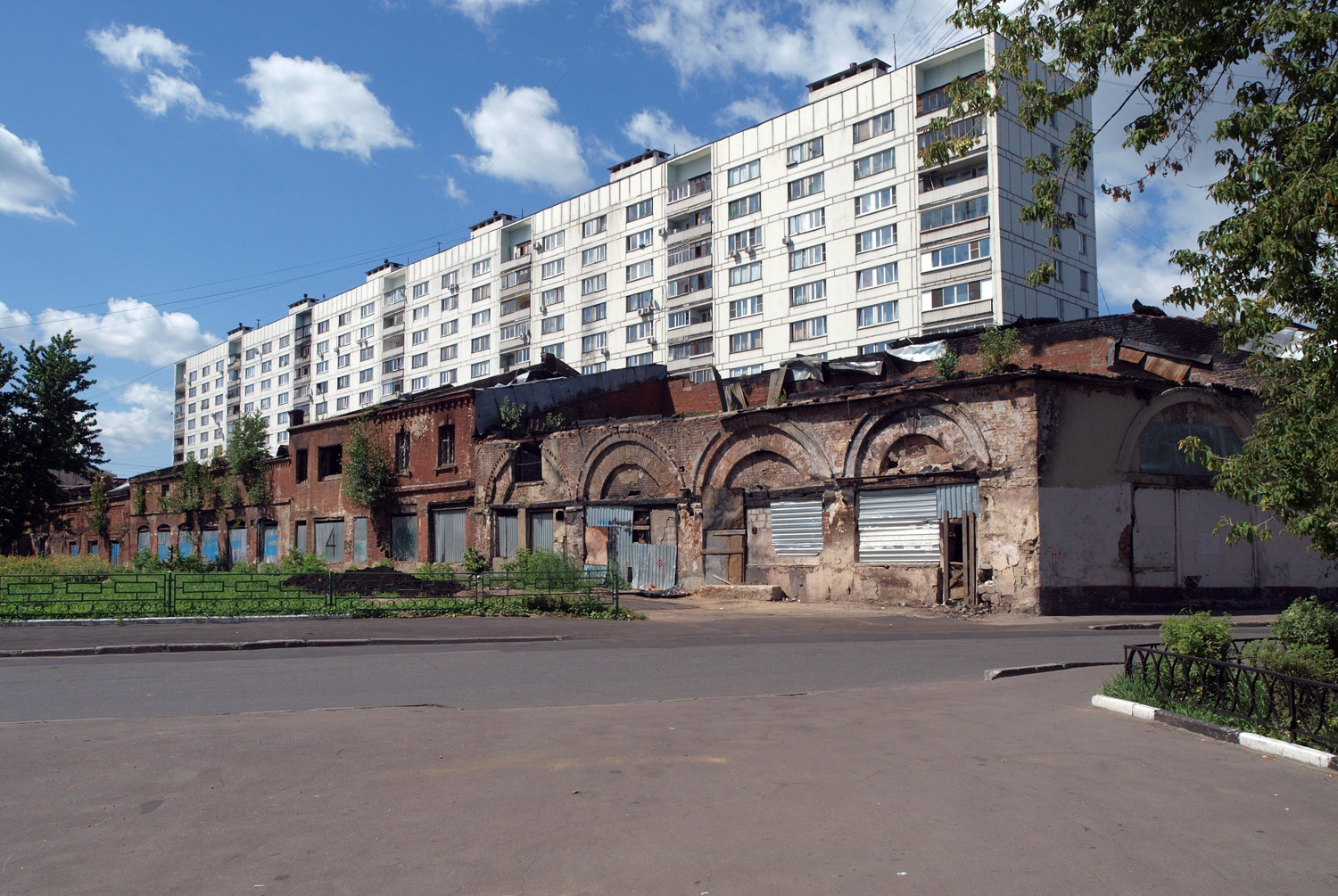
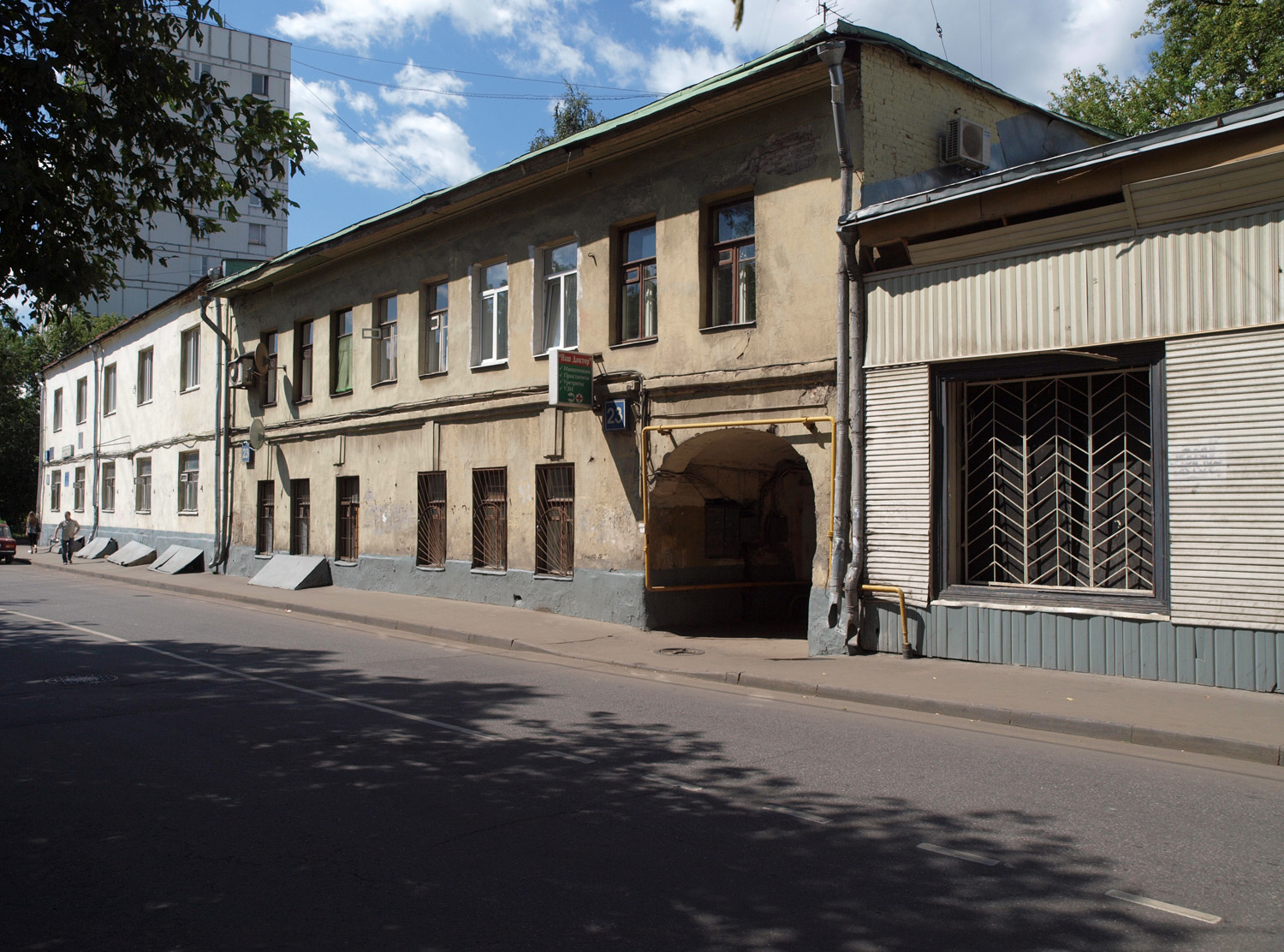
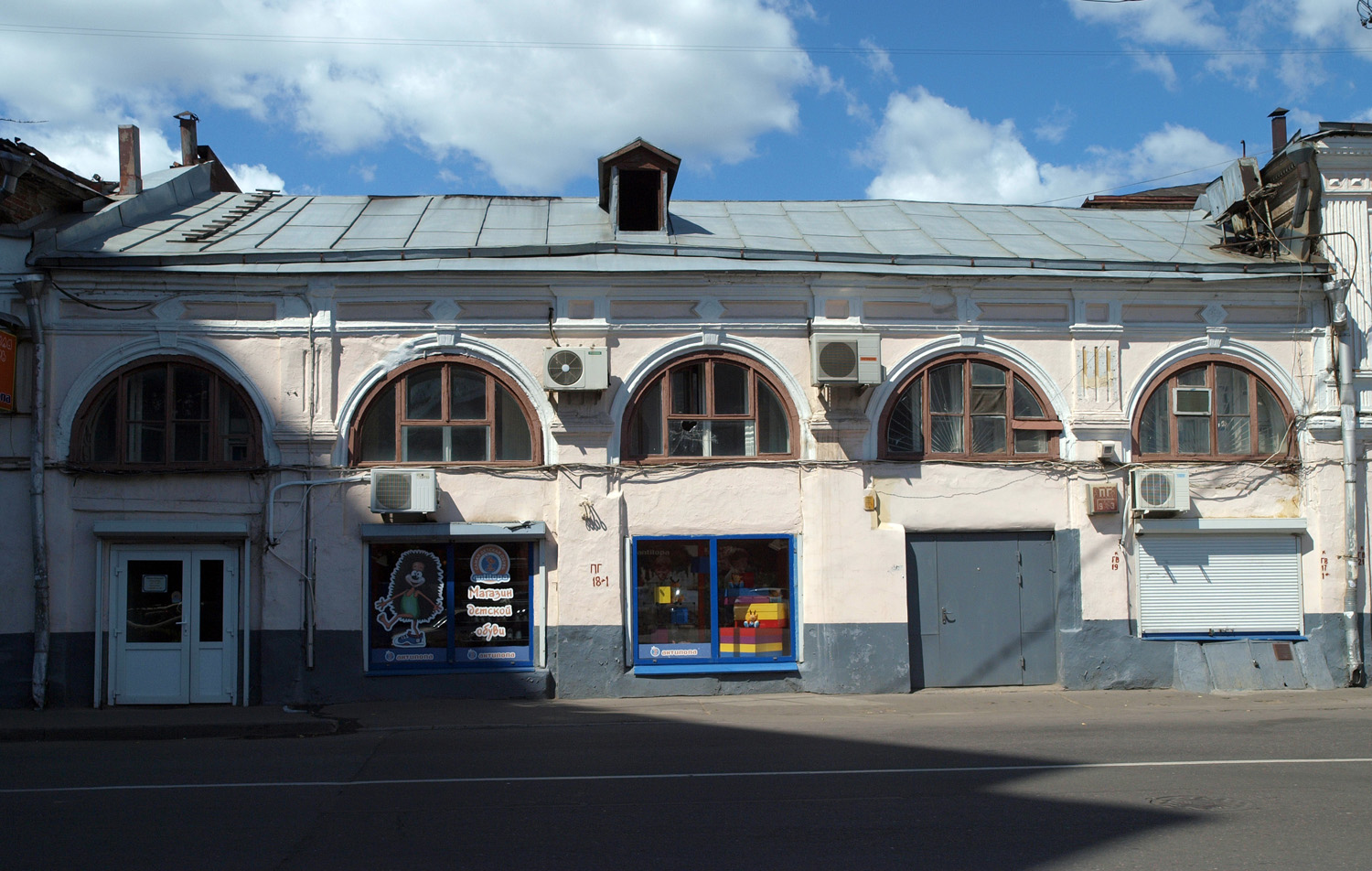
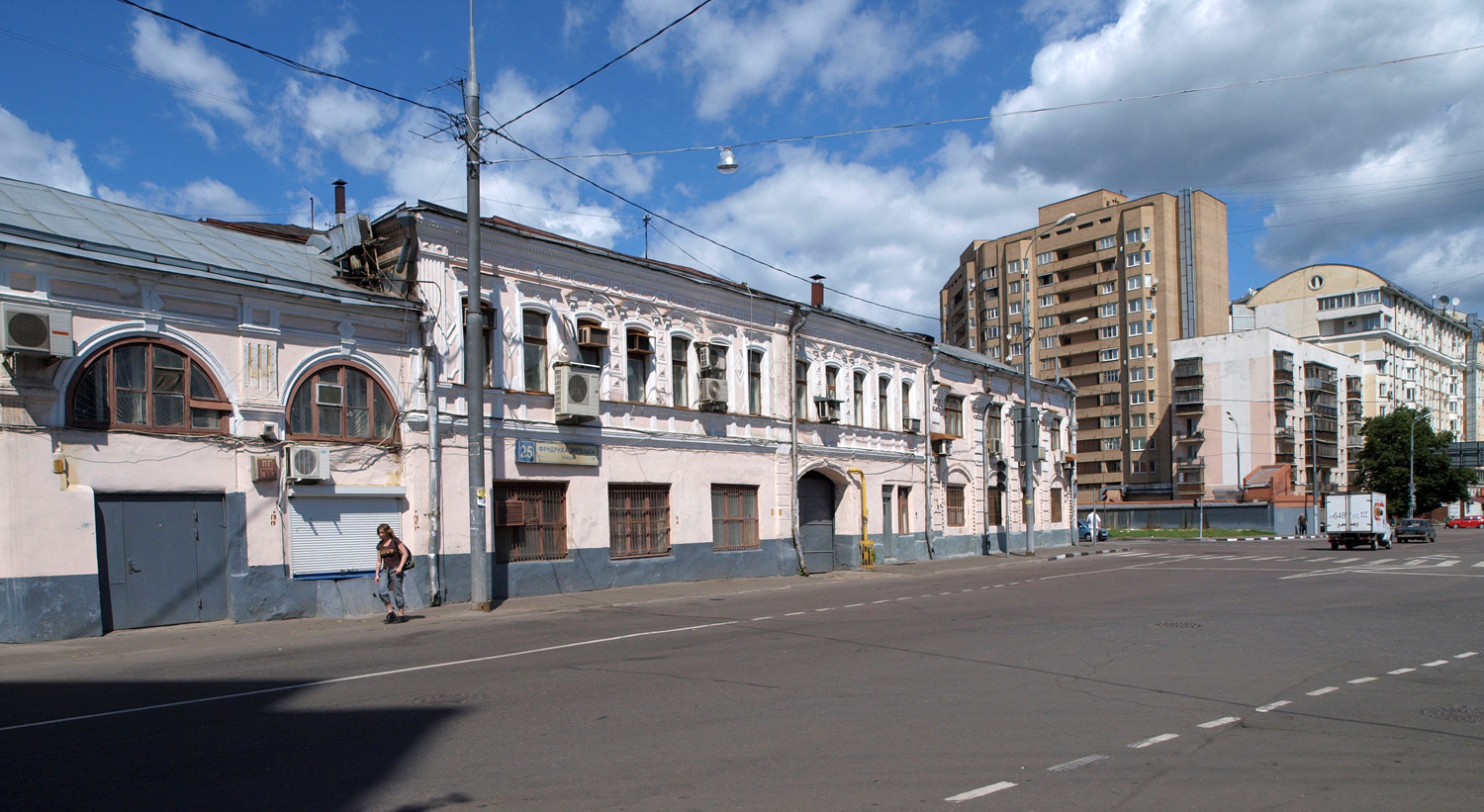
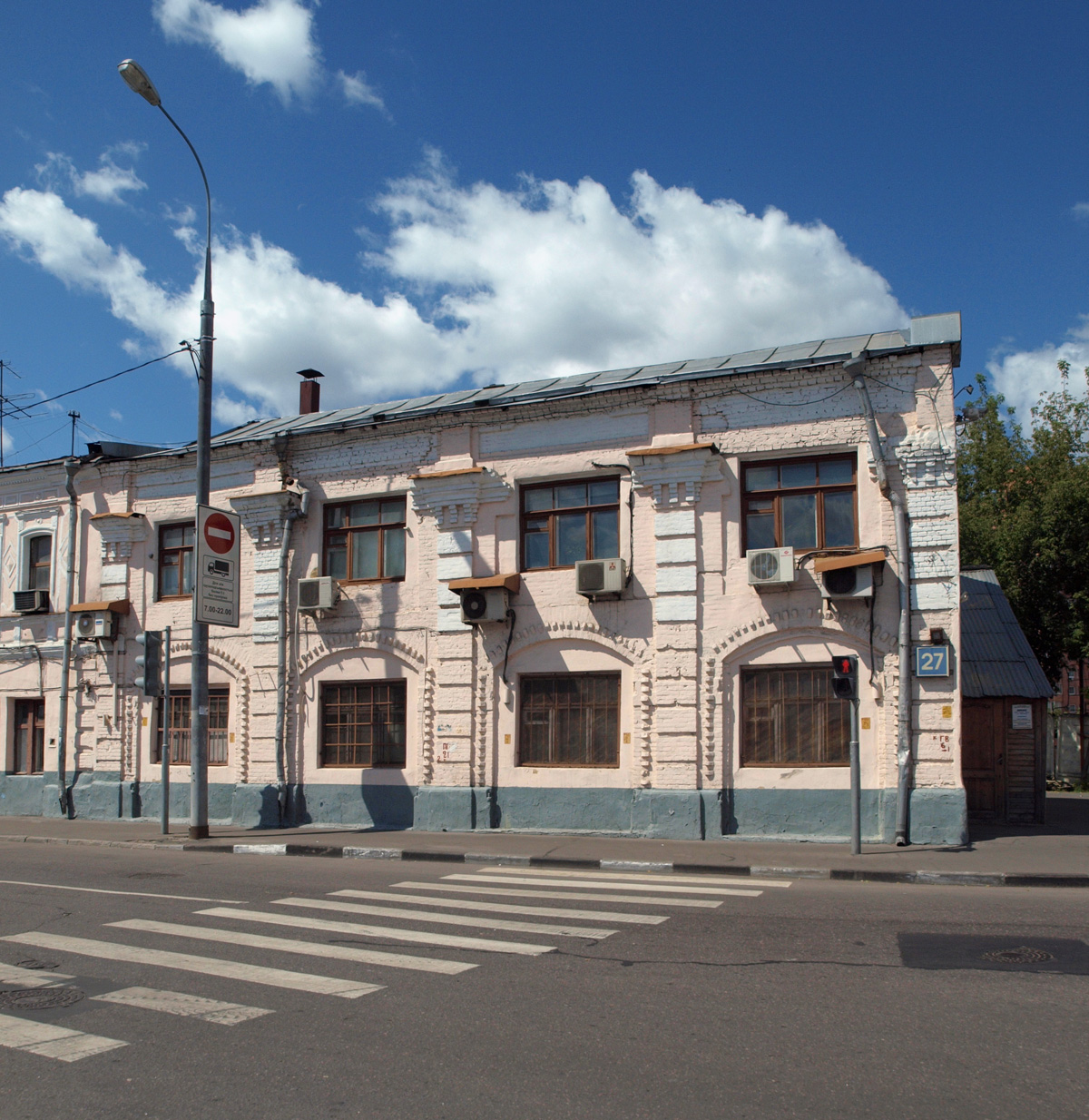
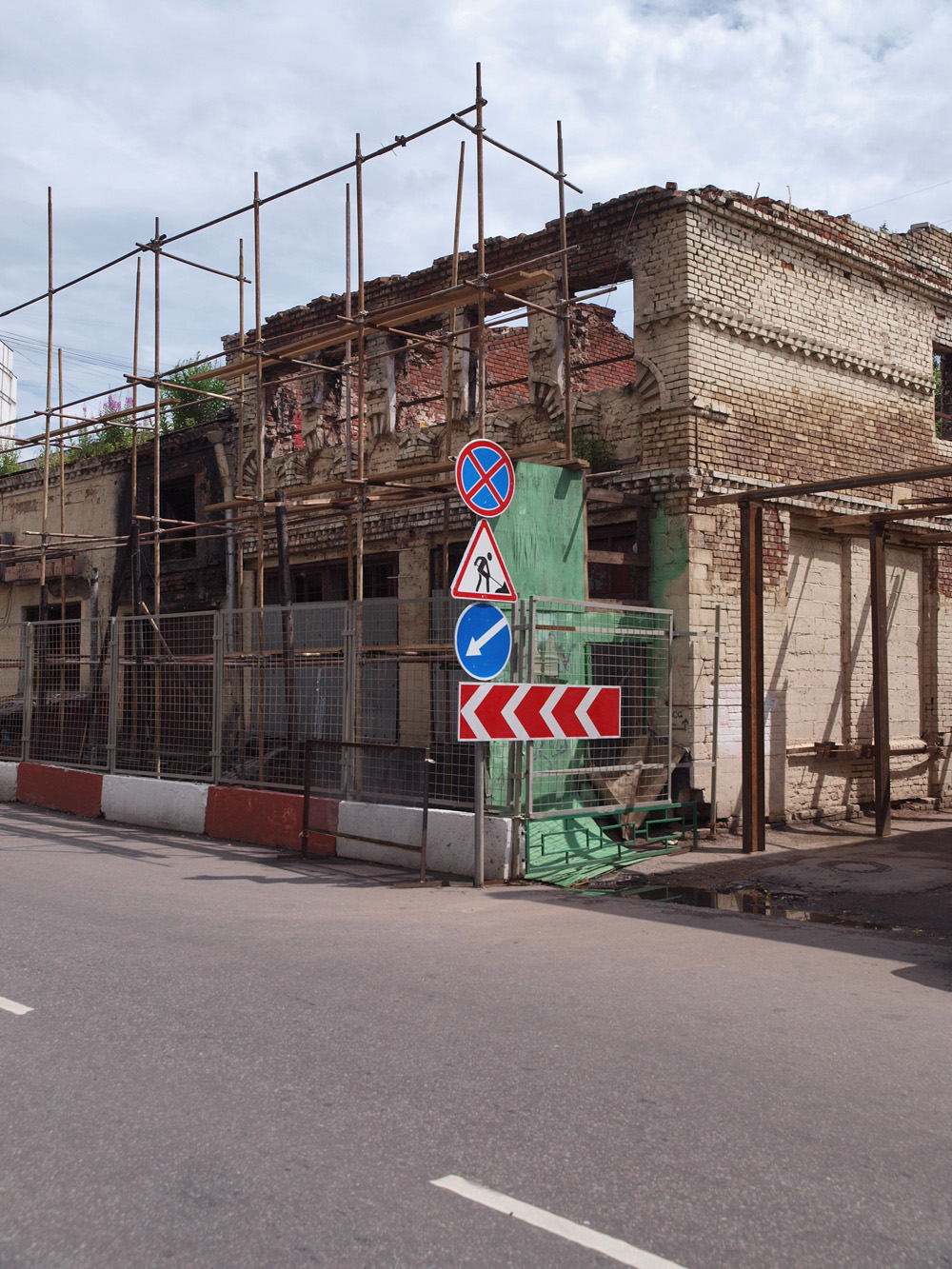